# Epirhyssa missionis
Epirhyssa missionis är en stekelart som beskrevs av Porter 1975. Epirhyssa missionis ingår i släktet Epirhyssa och familjen brokparasitsteklar. Inga underarter finns listade i Catalogue of Life.